# Stefan Peno
Stefan Peno (Belgrado, Serbia, 3 de agosto de 1997) es un jugador de baloncesto serbio. Juega de base y su actual equipo es el Club Melilla Baloncesto de la Primera FEB española.

## Carrera deportiva
Nacido en Belgrado, su padre es el entrenador serbio Zoran Peno y su madre es una mujer nacida en Guyana (a la que conoció jugando profesionalmente en Venezuela). Llegó en la temporada 2011-12 procedente del OKK Belgrado al  FC Barcelona.
En 2013 es seleccionado para el Jordan Brand Classic y disputó el Europeo U-16 con Serbia con sólo 14 años. En poco más de 15 minutos de juego promedió 4.1 puntos, 2.8 rebotes y 1.1 asistencias. Se colgó el bronce. 
En 2013, con 16 años de edad, debutó en LEB Oro con el filial del FC Barcelona participando en 16 partidos. Al año siguiente debuta en la Liga ACB con el  FC Barcelona, destacando también en su filial de LEB Plata con medias de 8.3 puntos, 3 asistencias y 2.4 rebotes.
Disputa la temporada 2015-16 íntegramente con el filial azulgrana en LEB Oro, registrando 7.7 puntos y 2.7 asistencias por partido.
En la temporada 2016-17 mantiene su participación en el filial del FC Barcelona, de nuevo en LEB Oro, promediando 11.8 puntos, 3.3 asistencias y 3.3 rebotes por encuentro y entrando regularmente en la dinámica del primer equipo, con el que disputa 14 partidos de Liga ACB, 10 de Euroleague y uno de Copa del Rey.
En agosto de 2017 ficha por el ALBA Berlín entrenado por Aíto García Reneses, pero el Barça se guarda la opción de repescarle. Completa la temporada 2017-18 en el club teutón, disputando un total de 66 partidos en los que promedió 5.6 puntos y 3.5 asistencias. Ya desvinculado del FC Barcelona, permanece en el ALBA Berlín en 2018-19, donde mejora su rendimiento alcanzando 8.1 puntos y 6.0 asistencias en la Bundesliga. El 3 de febrero de 2019 sufrió una grave lesión (luxación en la rótula de la rodilla izquierda) que le mantuvo apartado de las pistas durante 16 meses, hasta su reaparición, de nuevo en las filas del ALBA Berlín, en cuatro partidos al final de la temporada 2019-20.
En 2020-21 se incorpora en calidad de cedido al SC Rasta Vechta, también de la Bundesliga, con el que disputa 35 partidos con medias de 6 puntos y 4.2 asistencias.
Inicia la temporada 2021-22 firmando por el BC Lietkabelis de la Liga lituana, donde únicamente juega un partido. El 30 de noviembre de 2021 firma por el Bilbao Basket de la Liga Endesa, disputando 14 encuentros con escasa participación.
En 2022-23 juega de nuevo en el BC Lietkabelis, completando la temporada con medias de 4.4 puntos y 3 asistencias.
En la temporada 2023-24, firma por el Maroussi B.C. de la A2 Ethniki griega.
El 28 de diciembre de 2023, firma por el Mykonos B.C.
La temporada 2024-25, jugó en el BKK Radnički en Serbia, promediando 12,9 puntos (con un 51,4% en tiros de 2 y en triples un 27,2%), 4,7 rebotes, 4,1 asistencias y 2,8 recuperaciones para firmar 13,3 créditos de valoración personal.
El 31 de marzo de 2025, firma por los Tijuana Zonkeys con el que disputa la Liga Mexicana de Básquetbol CIBACOPA.
El 18 de julio de 2025, firma con el Club Melilla Baloncesto para disputar la Primera FEB.

## Selección nacional
Peno jugó en los seleccionados juveniles de baloncesto de Serbia, participando de varios torneos europeos y del Campeonato Mundial de Baloncesto Sub-17 de 2014 en los Emiratos Árabes Unidos (donde su equipo finalizó tercero) y del Campeonato Mundial de Baloncesto Sub-19 de 2015 en Grecia (en el que los serbios terminaron novenos).
Posteriormente fue convocado por la selección absoluta para actuar en partidos de clasificación al Eurobasket y a la Copa Mundial de Baloncesto. 